# Potsdam Royals
Die Potsdam Royals sind ein deutsches American-Football-Team aus der brandenburgischen Landeshauptstadt Potsdam. Sie spielen seit 2018 in der German Football League, der höchsten deutschen Liga und wurden 2023 erstmals Deutscher Meister.
Neben dem Herrenteam verfügt der Verein über eine zweite Herrenmannschaft, eine U19-Jugendmannschaft, eine U16-Jugendmannschaft sowie eine Flagfootball-Jugendmannschaft.

## Geschichte
Die Royals wurden 2005 gegründet und stiegen 2006 sowohl mit der Herren- als auch mit einer Jugendmannschaft in den Ligabetrieb ein. Das Herrenteam trat in der Verbandsliga Ost an, der damals fünften und untersten Liga. Nachdem in der ersten Saison in zehn Spielen bei neun Niederlagen lediglich ein Unentschieden zu Buche stand, erreichten die Royals zwei Jahre später als Tabellenführer die Play-offs, in denen sie sich den Aufstieg in die Oberliga erkämpften. 2010 gelang erstmals der Aufstieg in die German Football League 2 per Relegation gegen die Hamburg Blue Devils. Der Trägerverein verzichtete aber auf die Startrechte und löste die Footballsparte auf. Einen Neuanfang startete man 2012 in der Landesliga Ost. 2014 gelang dann über die Regionalliga-Ost der erneute Aufstieg in die GFL2. Zum Ender der Saison gelang der Aufstieg. 
In der Saison 2018 spielte das Team erstmals in der GFL. Die Saison wurde als Fünfter der Gruppe Nord mit 12:16 Punkten beendet. Als Neuling traten sie zudem in der European Football League an. Diesen Wettbewerb konnten sie durch einen Finalsieg gegen die Milano Seamen gewinnen.  Ein Jahr später gewannen die Royals mit einem 62:12-Sieg gegen die Amsterdam Crusaders den Eurobowl, der jedoch in diesem Jahr ohne vorhergehenden Wettbewerb zwischen diesen beiden Teams ausgetragen wurde. Als MVP des Spiels wurde Quarterback Paul Zimmermann gewählt.  Der Wettbewerb wurde nach diesem Jahr eingestellt.  National verpassten die Royals wiederum die Play-offs.
In der Saison 2021 konnten die Potsdamer in der Gruppe Nord den zweiten Platz belegen und sich somit ein Heimspiel in den Play-offs sichern.  Nach einem Sieg im Viertelfinale gegen die Munich Cowboys, unterlagen sie im Halbfinale den Schwäbisch Hall Unicorns.  Ein Jahr später kamen die Royals als Gruppensieger bis ins Finale, wo sie wiederum den Unicorns unterlagen.  In der Saison 2023 wiederholten die Royals ihren Gruppensieg und erreichten abermals das Finale gegen die Unicorns.  Mit einem 34:7-Sieg konnten sie ihren ersten deutschen Meistertitel feiern.  In der Saison 2024 konnten die Royals ihren Titel ungeschlagen verteidigen.  Im Halbfinale besiegten sie die New Yorker Lions Braunschweig und gewannen im Anschluss das Finale mit 27:21 gegen die Dresden Monarchs.  Hierbei war das Spiel bis zum 3. Quarter in der Hand der Royals.  In der letzten Minute hatten die Dresden Monarchs bei einem Spielstand von 27:21 noch die Möglichkeit, durch einen Touchdown auszugleichen, und mit einem PAT (Point after Touchdown) das Spiel für sich zu entscheiden, scheiterten jedoch.
| Ewige GFL-Bilanz | Ewige GFL-Bilanz | Ewige GFL-Bilanz | Ewige GFL-Bilanz | Ewige GFL-Bilanz | Ewige GFL-Bilanz | Ewige GFL-Bilanz | Ewige GFL-Bilanz | Ewige GFL-Bilanz | Ewige GFL-Bilanz | Ewige GFL-Bilanz | Ewige GFL-Bilanz |
| Jahr             | Gesamt           | Gesamt           | Gesamt           | Heim             | Heim             | Heim             | Ausw.            | Ausw.            | Ausw.            | TD-Verhältnis    |                  |
| Jahr             | S                | N                | U                | S                | N                | U                | S                | N                | U                | TD-Verhältnis    |                  |
| ---------------- | ---------------- | ---------------- | ---------------- | ---------------- | ---------------- | ---------------- | ---------------- | ---------------- | ---------------- | ---------------- | ---------------- |
| 2018             | 6                | 8                | 0                | 2                | 5                | 0                | 4                | 3                | 0                | 403 : 360        |                  |
| 2019             | 4                | 9                | 1                | 2                | 5                | 0                | 2                | 4                | 1                | 243 : 360        |                  |
| 2020             | –                | –                | –                | –                | –                | –                | –                | –                | –                | –                |                  |
| 2021             | 7                | 3                | 0                | 3                | 2                | 0                | 4                | 1                | 0                | 312 : 191        |                  |
| 2022             | 10               | 0                | 0                | 5                | 0                | 0                | 5                | 0                | 0                | 514 : 278        |                  |
| 2023             | 11               | 1                | 0                | 5                | 1                | 0                | 6                | 0                | 0                | 599 : 236        |                  |
| 2024             | 12               | 0                | 0                | 6                | 0                | 0                | 6                | 0                | 0                | 733 : 136        |                  |
| Gesamt           | 50               | 21               | 1                | 23               | 13               | 0                | 27               | 8                | 1                | 2804 : 1561      |                  |

## Titel
- 2018 EFL-Bowl-Sieger (43:42 gegen Seamen Milano)
- 2019 Eurobowl-Sieger (62:12 gegen Amsterdam Crusaders)
- 2023 GFL Bowl 2023 (34:7 gegen Schwäbisch Hall Unicorns)
- 2024 GFL Bowl 2024 (28:21 gegen Dresden Monarchs)